# Subcobertura
Subcobertura é o setor que está logo abaixo do telhado, sendo composto de uma manta térmica de alumínio especial, denominada "manta para subcobertura". O objetivo dessa parte é reter o ganho térmico da construção e servir como barreira para possíveis goteiras provenientes do telhado. Como o maior ganho térmico das construção é de responsabilidade do telhado, a subcobertura retém esse ganho térmico e proporcionando maior conforto em edifícios e casas .